# Ясна Поляна (Краматорський район)
Я́сна Поля́на — селище Краматорської міської громади Краматорського району Донецької області України. Розташоване на річці Маячка за 98 км від Донецька. Відстань до райцентру становить близько 7 км і проходить автошляхом місцевого значення.

## Населення

### Мова
Розподіл населення за рідною мовою за даними перепису 2001 року:
| Мова            | Кількість | Відсоток |
| --------------- | --------- | -------- |
| українська      | 1573      | 69.79%   |
| російська       | 645       | 28.61%   |
| вірменська      | 14        | 0.62%    |
| єврейська       | 6         | 0.27%    |
| циганська       | 4         | 0.18%    |
| румунська       | 4         | 0.18%    |
| інші/не вказали | 8         | 0.35%    |
| Усього          | 2254      | 100%     |

За даними перепису 2001 року населення селища становило 2254 особи, із них 69,79 % зазначили рідною мову українську, 28,62 % — російську, 0,62 % — вірменську, 0,27 % — єврейську, 0,18 % — молдовську та циганську мови.